# Karel Opatrný
Karel Opatrný (1. srpna 1881 Praha – 24. října 1961) byl český sochař a medailér.

## Život
Pocházel z pražské umělecké rodiny, k jeho příbuzným patřili hudební skladatel Emanuel Chvála a spisovatel Ignát Herrmann. Absolvoval sochařskou školu v Hořicích a Akademii výtvarných umění v Praze, po pobytu v Německu (kamenická dílna v Mittelwalde) se vrátil do Prahy a věnoval se umělecké tvorbě. Byl autorem pomníků a sochařských náhrobků. Vytvořil i některá dekorativní díla z keramiky.

## Realizace (výběr)
- Památník Prokopa Holého v Českém Brodě (podle návrhu architekta Jana Kouly zhotovil v roce 1910)
- Společně se sochařem Ludvíkem Herzlem vytvořili postavy světlonošů pro most Svatopluka Čecha v Praze

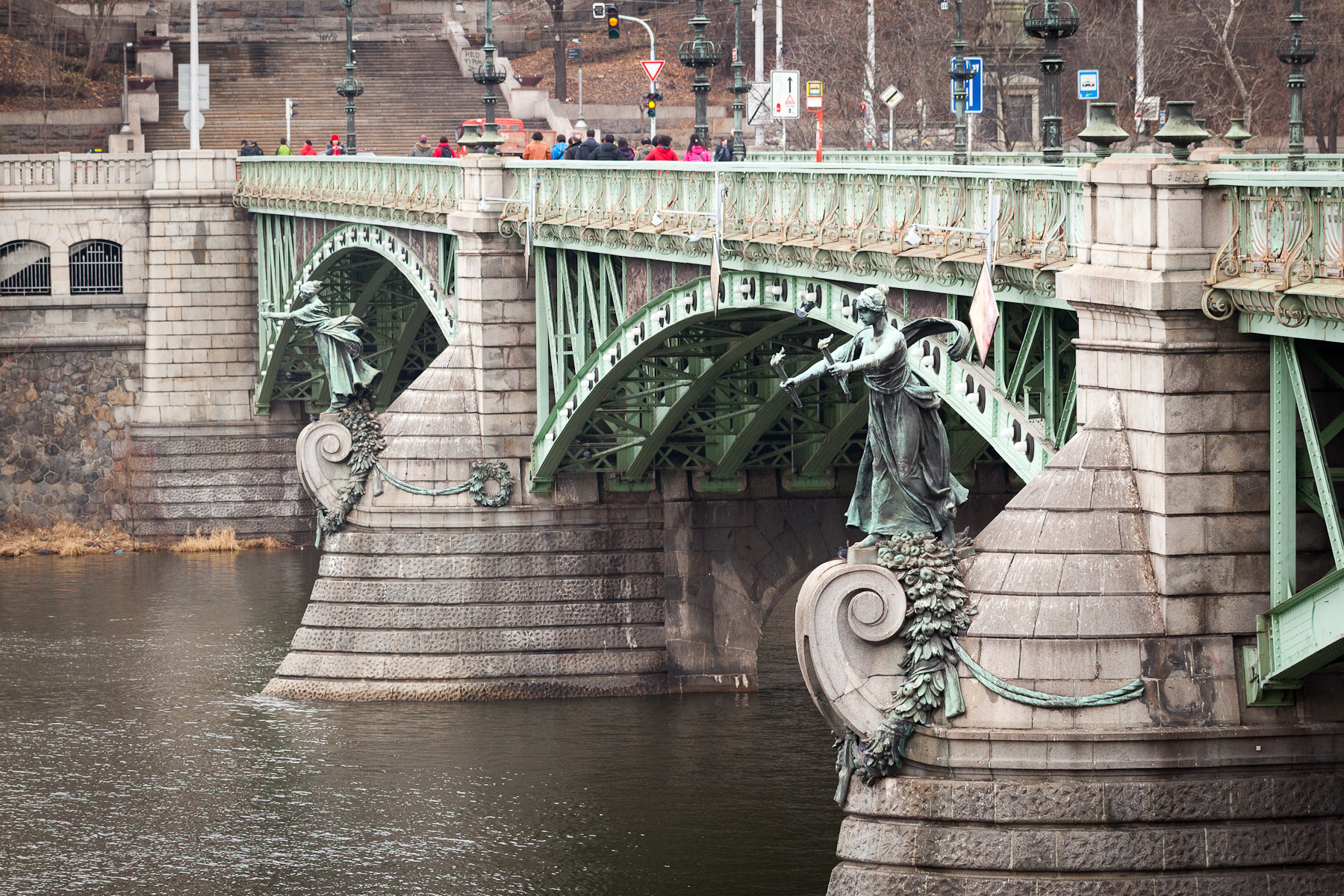
Světlonoši na mostě Svatopluka Čecha

- Reliéf Karla Havlíčka Borovského na domě Jozefa Miškovského (Žitomířská ul. čp. 399) v Českém Brodě
- Pomník padlým na Husově náměstí v Berouně
- Pomník Ignáta Herrmanna z měkkého hořického pískovce v Chotěboři
- Figurální pomník padlých v 1. světové válce v Českém Brodě z červeného pískovce[4]
- Funerální plastiky na pražských hřbitovech:[5]
  - náhrobek Otakara Janáčka, 1927, Vinohradský hřbitov[2]
  - náhrobek Matěje Anastazia Šimáčka, 1913, Olšanské hřbitovy[2]
  - náhrobek Antonína Poledne, 1913, Olšanské hřbitovy[2]
  - náhrobek malíře a ilustrátora Karla Nejedlého, 1927, Olšanské hřbitovy[2]
  - náhrobek Antonína Kucha na Olšanských hřbitovech[2]
  - bronzová socha hudebnice na společné hrobce Václava Šaška a MUDr. Weissenbergera, Krčský hřbitov[2]
  - busta herce Aloise Charváta na Olšanských hřbitovech, dnes patrně ztracena[6]

## Galerie

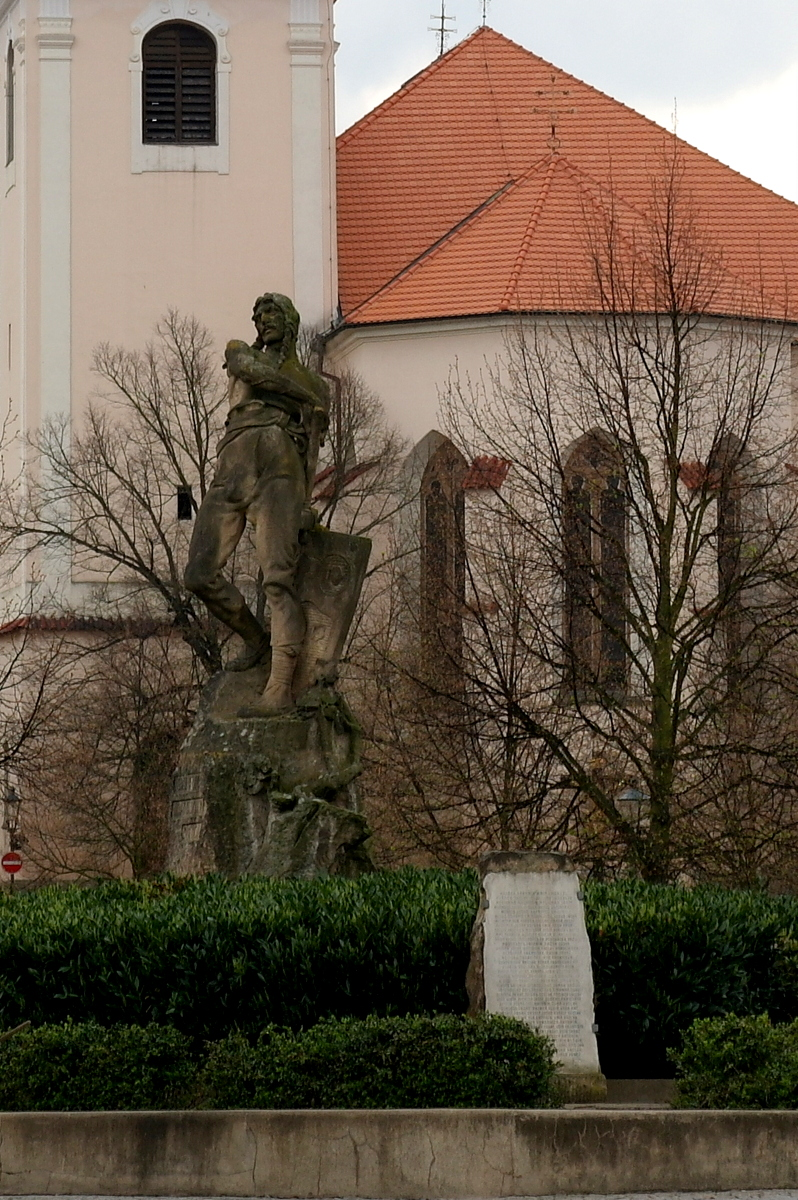
Pomník padlým v 1. světové válce, Beroun
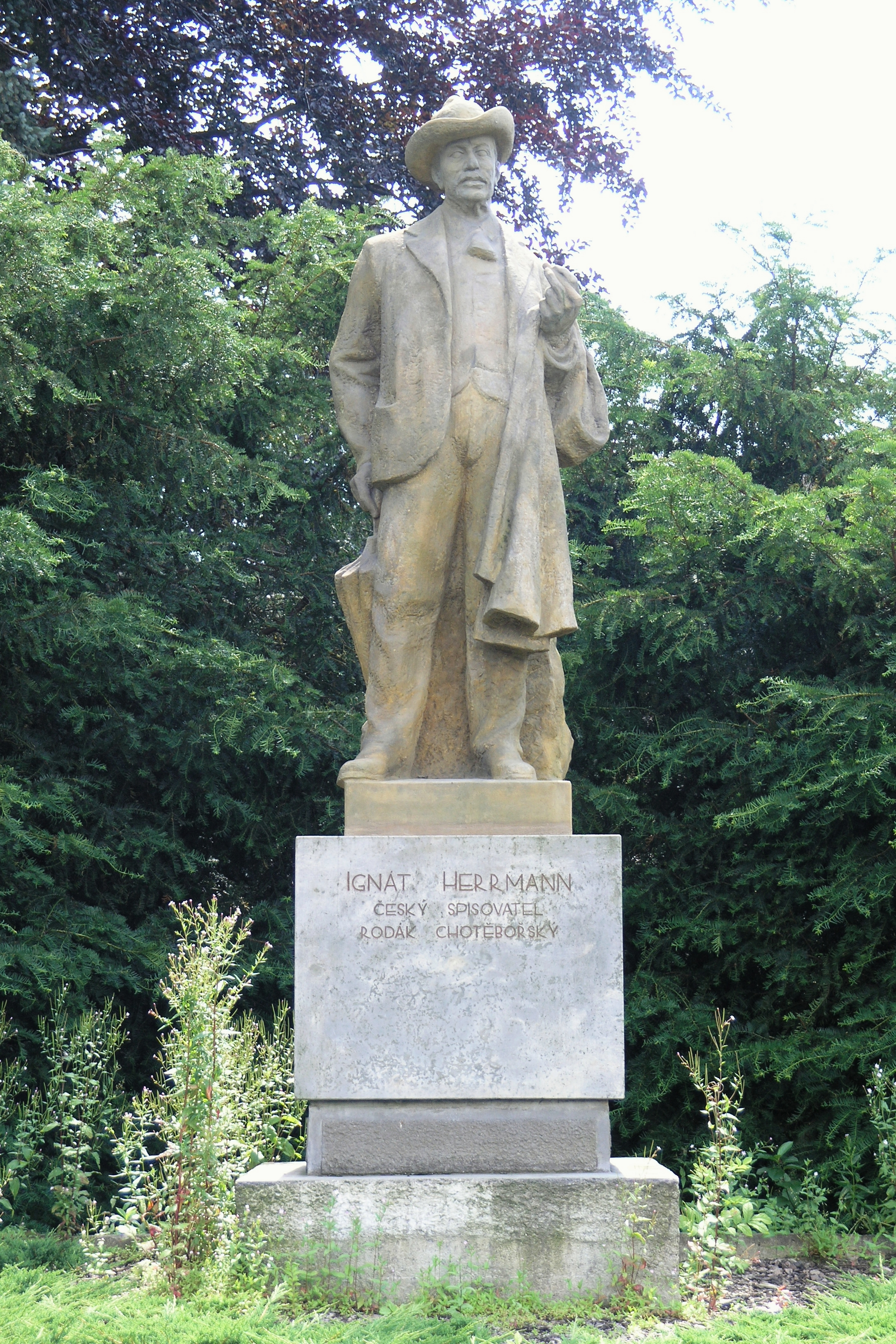
Pomník Ignáta Herrmanna v Chotěboři
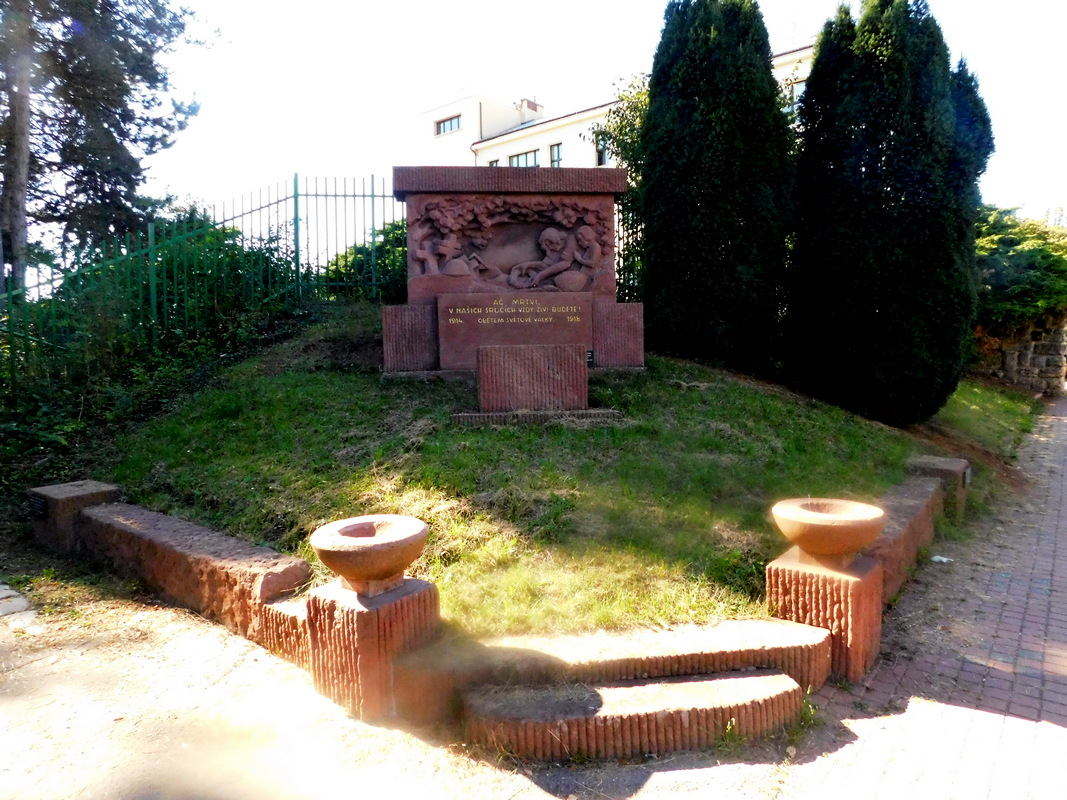
Pomník padlým v 1. světové válce, Český Brod